# Helena Gałkowska
Helena Gałkowska z domu Nizoł (ur. 8 sierpnia 1911 w Morawicy, zm. 15 stycznia 1992) – polska artystka, twórczyni tkaniny artystycznej, głównie w zakresie gobelinu, projektantka tkanin na potrzeby produkcji przemysłowej. Wraz z mężem Stefanem Gałkowskim jest najbardziej uznaną artystką w dziedzinie polskiego gobelinu drugiej połowy XX w.

## Życiorys i twórczość
Ukończyła studia na wydziale pedagogicznym Akademii Sztuk Pięknych w Warszawie, gdzie studiowała w latach 1934–1937 pod kierunkiem Mieczysława Kotarbińskiego (malarstwo) i Wojciecha Jastrzębowskiego (kompozycja brył i płaszczyzn).
Uprawiała tkaninę artystyczną, tworząc przede wszystkim gobeliny, ale także kilimy. Tworzyła dzieła indywidualne, jak również w duecie z mężem, Stefanem Gałkowskim. Ich pierwsze wspólna praca, Dno morskie, datowana jest na 1940.
W okresie II wojny światowej, który para spędziła w rodzinnej miejscowości Heleny, Morawicy, Gałkowscy swoje dzieła wykonywali z wełny. Cechowały się one ograniczoną paletą barw, ponieważ artyści dysponowali jedynie takimi barwnikami, jakie mogli samodzielnie przygotować z dostępnych surowców roślinnych i zwierzęcych. Tematem były najczęściej postaci ludzkie, przedstawiane w scenach zaczerpniętych z legend i podań. Towarzyszyły im istoty fantastyczne i przyroda. Te pogodne w wyrazie dzieła te powstawały w reakcji i pozostawały w kontraście z bieżącą sytuacją kraju.
Swój dorobek z czasów okupacji Gałkowscy zaprezentowali w 1945 na wystawie w Krakowie. Wskazywano na związki z rodzimą sztuką ludową i sztuką naiwną. Prace Gałkowskich zawierały elementy, które stały się charakterystyczne dla polskiej plastyki pierwszego powojennego dziesięciolecia. Od tej pierwszej wystawy para uczestniczyła w praktycznie każdej większej imprezie krajowej lub zagranicznej. Ich gobeliny były intensywnie barwne, wysoce dekoracyjne; skupiały się na temacie postaci ludzkich, ukazanych często humorem, w nieco satyrycznym ujęciu. Jednocześnie niosły duży ładunek emocjonalny, twarze postaci wyrażały przeżywane przez nie uczucia. Indywidualnym rysem Heleny były miękko prowadzone linie, w odróżnieniu od silniej łamanych w wykonaniu Stefana. Artyści kładli też nacisk na aspekty warsztatowe; korzystali z efektów fakturowych nierówno przędzionej wełny.
Na II Biennale Tkaniny Artystycznej w Lozannie w 1965 Gałkowscy występowali już jako uznani twórcy, reprezentujący klasyczne podejście do tkaniny artystycznej. Proponowali nowe rozwiązania formalne, ale nacisk kładli na tradycję i wartości ponadczasowe kanonu. Zaprezentowali dwa dzieła o żywym kolorycie i czytelnej formie, wykorzystujące treści literackie – Niobe oraz Potop.
Gałkowscy mieli również wkład w przemysłową produkcję tkaniny dekoracyjnej. W 1946 Helena Gałkowska wstąpiła do ZPAP. W latach 1946–1974 była związana z zakładami włókienniczymi cepeliowskiej Spółdzielni „Wanda” w Krakowie, którą współorganizowała i gdzie była zastępcą kierownika artystycznego, a od 1960 pełniła funkcję głównego projektanta. Dla „Wandy” tworzyła m.in. – podobnie jak mąż – projekty gobelinów. Ich twórczość w tym zakresie dała podstawy tzw. gobelinowi cepeliowskiemu. Była to odmiana gobelinu, do której wykonania stosowano technikę kilimu grzebyczkowego. Artysta pracował nad gobelinem wyłącznie w zakresie projektu, realizacja pozostawała w zakresie pracowników spółdzielni. Gałkowscy byli pierwszymi i do 1960 jedynymi osobami parającymi się tworzeniem projektów gobelinów dla produkcji przemysłowej. Później gobeliniarstwo w ramach Cepelii uległo znacznemu rozwojowi, swoje projekty zaczęli oferować inni artyści, np. Jolanta Owidzka.
Wkład Gałkowskich w tkaninę polską miał zdaniem Ireny Huml znaczenie porównywalne do wkładu Jeana Lurçata w tkaninę francuską.
24 października 1947 została odznaczona Srebrnym Krzyżem Zasługi, w 1952 za gobeliny pt. Teatr, Hutnicy i Porwanie Europy otrzymała Nagrodę Państwową III stopnia (zespołową).